# František Mareš
František Mareš (21 maggio 1910 – 15 aprile 1942) è stato un calciatore cecoslovacco, di ruolo difensore.

## Carriera

### Nazionale
Il 6 settembre 1935 debutta in Nazionale contro la Jugoslavia (0-0).